# Voyage Surprise
Pour plus de détails, voir Fiche technique et Distribution.
Voyage Surprise est un film français de Pierre Prévert, sorti en 1947.

## Synopsis
Un garagiste au bord de la faillite, Piuff, subissant la concurrence de Grosbois, décide d'organiser un nouveau type de voyage pour attirer la clientèle. Grosbois va tenter de faire couler le voyage, tandis qu'un anarchiste à la recherche d'un trésor s'en mêle.
Surréaliste, le voyage répond à ses promesses de surprises : un autocar à la décoration fantaisiste, une femme en robe de mariée dans un arbre, un pique-nique en plein air, puis une nuit dans une ancienne maison close, aux chambres étonnantes... avant de connaître les geôles d'un despote en jupons !

## Fiche technique
- Titre : Voyage Surprise
- Réalisation : Pierre Prevert
- Assistants réalisateur : Lou Bonin et Daniel Diot
- Adaptation : Jacques Prévert, Pierre Prévert, Claude Accursi, d'après une nouvelle de Maurice Diamant-Berger et l'opérette Paris Paris de Mireille et Jean Nohain
- Direction artistique : Louis-Émile Galey
- Décors : Alexandre Trauner et Auguste Capelier
- Costumes : Elisabeth Simon
- Photographie : Jean Bourgoin
- Son : Louis Perrin (Système Cottet)
- Musique : Joseph Kosma
- Montage : Jacques Desagneaux, Raymonde le Jeune
- Sociétés de production : Coopérative générale du cinéma français, Synops, Pathé-Consortium-Cinéma
- Pays d'origine :  France
- Langue originale : français
- Format :  Noir et blanc  — 35 mm — 1,37:1 — son mono
- Genre : Comédie
- Durée : 85 minutes
- Date de sortie : 
  - France - 21 mai 1947

## Distribution
- Martine Carol : Isabelle Grosbois
- René Bourbon : Grosbois
- Maurice Baquet : Teddy Piuff
- Jean Sinoël : le grand-père Piuff
- Thérèse Dorny : Mademoiselle Roberta, grande voyageuse
- Annette Poivre : Marinette
- Max Revol : Renardot
- Lucien Raimbourg : Duroc
- Jeanne Dussol : Madame Duroc
- Gaston Orbal : le commandant Wagon, cycliste
- Thérèse Aspar : Marianne
- Dominique Brévant : Janine
- Pierre Piéral : la grande-duchesse Marika de Stromboli
- Marcel Pérès : Miron l'aubergiste
- George Vitsoris : le baron Gregor
- Cécilia Paroldi : la jeune mariée
- Roger Caccia : Barbizon
- Nico Dakis : Boris
- Étienne Decroux : Mikhail
- Jacques-Henri Duval : Grimm
- Claire Gérard : Madame Marguerite
- Robert Lombard : le jeune marié
- Christian Simon : Pierrot Duroc
- Charles Lavialle : l'inspecteur Vaudor
- Fernand René : le curé
- Lucien Carol : le patron du Paon
- Paul Barge : le patron du café
- Pierre Duncan
- Pierre Prévert : le directeur du casino
- George Sauval
- Sophie Sel
- Daniel Wronecki

## À noter
- Dans Jacques Prévert, celui qui rouge de cœur (Séguier, 1994, p. 192-193), Danièle Gasiglia-Laster évoque un film « plein de fantaisie et d'humour » et en fait ce résumé : « Un groupe de passagers partent en auto-car pour un voyage-surprise dont ils ne connaissent ni les étapes ni la destination. Parmi les voyageurs se trouve un dangereux opposant à la duchesse de Strombolie : il va contribuer à l'animation... »
- Dans Prévert, portrait d'une vie (Ramsay, 2007, 239 p., p.74), Carole Aurouet écrit : « Ce long métrage est à l’image des films des frères Prévert, délirant et allant à l’encontre de toutes les normes établies. Comme le rappellera Jacques en 1965 : « Chaque fois que mon frère faisait un film, la formule ‘un film pas comme les autres’ revenait. C’était très flatteur en apparence, mais en réalité… »
- En 2020, le film considéré film de patrimoine appartenant maintenant à Doriane Films, est remonté dans sa version originale, puis restauré et numérisé 4k grâce à l'aide apportée par le CNC.